# Landstraße
Landstraße () è il terzo distretto di Vienna, in Austria.